# Малме
Малме (швед. Malmö, дан. Malmø) је по броју становника трећи по реду град у Шведској.  Налази се у јужном делу земље, у регији Сканији чије је и средиште. Ересундским мостом је повезан са Копенхагеном, главним градом Данске, који је од Малмеа удаљен 25 km.
Град Малме крајем јуна 2008. има 282.904 становника а шире градско подручје које чини Малме и још 11 општина има укупно 628.388 становника.
Сматра се да је Малме основан у XIII веку а најстарији сачувани записи о статусу града датирају из 1353. када је град био под влашћу Данске државе. Малме је вековима био други по величини град те земље, док није постао део Шведске Роскилдским миром 1658. године.

## Етимологија
Оригинално име Малмеа је Малмхауг (Malmöghae), што би у преводу значило „гомила шљунка“. Има и других места у Шведској са истим називом и истим значењем.

## Историја
У XII веку постојало је насеље које се налазило на подручју данашње четврти Тријангелн. У XIV веку је започета изградња града на обалама Ересунда, чему је иницијатор вероватно био тадашњи дански надбискуп. Богати риболовни терен допринео је брзом развоју Малмеа који је по значају превазишао до тада културно средиште Сканије, град Лунд. Најстарији сачувани записи о статусу града датирају из 1353. године. У овом веку изграђене су најстарије данас сачуване грађевине Малмеа, комплекс зграда Тунелн и Црква Св. Петра.
У XV веку Малме је спадао у највеће градове Данске са својих око 5.000 становника. Постао је и најважнији трговински град на Ересунду и град Ханзе, под заштитом Ерика Померанског. Изграђен је већи број тврђава од којих је данас сачуван само дворац Малмехус који је конструисан 1434. године. Свој садашњи изглед дворац је добио у XI веку, који представља златно доба економског развоја Малмеа. Тада су до Малмеа стигла и лутеранска учења и становништво је конвертовало у протестантизам (1527–1529).
Економија града је стагнирала у XII веку због данско-шведских ратова. Године 1658. Малме је припао Шведској Роскилдским миром. Данци су у неколико наврата покушали да врате Малме под своју власт, на пример у јуну 1677. када је данска војска са 16.000 људи покушала да освоји град, али без успеха. Ускоро град погађа и црна смрт, односно куга, и Малме 1728. године има тек 1.500 становника.
Затим Малме почиње да се опоравља и до 1800. број становника је порастао на 38.054. Крајем XVIII века изграђена је и права лука у Малмеу што је допринело развоју града. Иницијатор тога био је Франс Суел.
У XIX веку изграђена је железница (1850–1870) која је условила индустријализацију града. Малме је од тада традиционално раднички град. Године 1870. Малме је превазишао Норћепинг и постао трећи по величини град Шведске. 1900. године имао је 60.000 становника, 1915. године 100.000, 1952. године 200.000 и 1971. године 265.000. Затим су уследиле деценије рецесије и број становника је опадао па је Малме 1985. имао 229.000 становника. Од 1990. до 1995. Малме је изгубио 25.000 радних места. 
Од тада економија се полако поправља, али Малме остаје град са прилично високим бројем незапослених и град социјалне поделе и сегрегације. Богатија насеља се углавном налазе у западним деловима града, а сиромашнија у источним. 1990—их година број становника је порастао, између осталог због прилива избеглица из ратом погођене Југославије. Године 1995. започета је градња Ересундског моста која је трајала до 2. јула 2000. када је мост свечано отворен. Истовремено је изграђено читаво ново градско насеље под именом Вестра хамнен (Западна лука). Године 2005. започета је градња Сититунела, подземног тунела за железнички саобраћај који ће побољшати комуникације са Копенхагеном.

## Географија
Малме се налази на 13°00' ИГД и 55°35' СГШ, близу југозападног врха Шведске, у округу Сконе .
Град је део транснационалне Ересундске регије и од 2000. године повезан је Ересундски мост преко Ересунда са Копенхагеном у Данској . Мост је отворен 1. јула 2000. и мери 8 km (цела веза има укупно 16 км), са стубовима који достижу 204,5 m вертикално. Осим трајектних веза Хелсингборг - Хелсингер даље на север, већина трајектних веза је прекинута.

### Клима
Малме, као и остатак јужне Шведске, има океанску климу (Cfb). Упркос свом северном положају, клима је блага у поређењу са другим локацијама на сличним географским ширинама, углавном због утицаја Голфске струје, а такође и њеног западног положаја на евроазијском копну. Због своје северне географске ширине, дневна светлост траје 17 сати и 31 минут усред лета, али само око седам сати усред зиме. Према подацима од 2002. до 2014. године, Фалстербо, јужно од града, добија у просеку 1.895 сунчаних сати годишње, док је Лунд, на северу, добијао 1.803 сата. Подаци о сунчевој светлости у пољу за време су засновани на подацима за Фалстербо.
Лета су блага са просечним високим температурама 20–23 °C и најнижа температура од око 11–13 °C . Топлотни таласи током лета настају повремено. Зиме су прилично хладне и ветровите, са сталним температурама између −3–4 °C, али ретко пада испод −10 °C .

Падавине су слабе до умерене током целе године са 169 влажних дана. Снежне падавине се јављају углавном од децембра до марта, али снежни покривачи се не задржавају дуго, а неке зиме су практично без снега.
| Клима за Малме, 1991–2018; екстреми од 1901. | Клима за Малме, 1991–2018; екстреми од 1901. | Клима за Малме, 1991–2018; екстреми од 1901. | Клима за Малме, 1991–2018; екстреми од 1901. | Клима за Малме, 1991–2018; екстреми од 1901. | Клима за Малме, 1991–2018; екстреми од 1901. | Клима за Малме, 1991–2018; екстреми од 1901. | Клима за Малме, 1991–2018; екстреми од 1901. | Клима за Малме, 1991–2018; екстреми од 1901. | Клима за Малме, 1991–2018; екстреми од 1901. | Клима за Малме, 1991–2018; екстреми од 1901. | Клима за Малме, 1991–2018; екстреми од 1901. | Клима за Малме, 1991–2018; екстреми од 1901. | Клима за Малме, 1991–2018; екстреми од 1901. |
| Показатељ \ Месец                            | .Јан.                                        | .Феб.                                        | .Мар.                                        | .Апр.                                        | .Мај.                                        | .Јун.                                        | .Јул.                                        | .Авг.                                        | .Сеп.                                        | .Окт.                                        | .Нов.                                        | .Дец.                                        | .Год.                                        |
| -------------------------------------------- | -------------------------------------------- | -------------------------------------------- | -------------------------------------------- | -------------------------------------------- | -------------------------------------------- | -------------------------------------------- | -------------------------------------------- | -------------------------------------------- | -------------------------------------------- | -------------------------------------------- | -------------------------------------------- | -------------------------------------------- | -------------------------------------------- |
| Апсолутни максимум, °C (°F)                  | 10,8 (51,4)                                  | 14,1 (57,4)                                  | 19,5 (67,1)                                  | 26,2 (79,2)                                  | 29,6 (85,3)                                  | 34,0 (93,2)                                  | 33,2 (91,8)                                  | 33,6 (92,5)                                  | 28,0 (82,4)                                  | 22,8 (73)                                    | 17,4 (63,3)                                  | 11,9 (53,4)                                  | 34,0 (93,2)                                  |
| Средњи максимум, °C (°F)                     | 8,0 (46,4)                                   | 7,7 (45,9)                                   | 13,8 (56,8)                                  | 19,2 (66,6)                                  | 24,6 (76,3)                                  | 26,9 (80,4)                                  | 29,2 (84,6)                                  | 28,2 (82,8)                                  | 23,7 (74,7)                                  | 17,8 (64)                                    | 12,5 (54,5)                                  | 9,2 (48,6)                                   | 29,9 (85,8)                                  |
| Максимум, °C (°F)                            | 2,9 (37,2)                                   | 3,0 (37,4)                                   | 6,7 (44,1)                                   | 12,6 (54,7)                                  | 17,6 (63,7)                                  | 20,5 (68,9)                                  | 23,2 (73,8)                                  | 22,3 (72,1)                                  | 18,6 (65,5)                                  | 12,6 (54,7)                                  | 8,0 (46,4)                                   | 4,8 (40,6)                                   | 12,73 (54,93)                                |
| Просек, °C (°F)                              | 0,8 (33,4)                                   | 0,8 (33,4)                                   | 3,4 (38,1)                                   | 8,0 (46,4)                                   | 12,7 (54,9)                                  | 15,9 (60,6)                                  | 18,5 (65,3)                                  | 18,0 (64,4)                                  | 14,7 (58,5)                                  | 9,5 (49,1)                                   | 5,8 (42,4)                                   | 2,8 (37)                                     | 9,24 (48,63)                                 |
| Минимум, °C (°F)                             | −1,4 (29,5)                                  | −1,5 (29,3)                                  | 0,0 (32)                                     | 3,4 (38,1)                                   | 7,7 (45,9)                                   | 11,2 (52,2)                                  | 13,8 (56,8)                                  | 13,7 (56,7)                                  | 10,7 (51,3)                                  | 6,4 (43,5)                                   | 3,6 (38,5)                                   | 0,7 (33,3)                                   | 5,69 (42,26)                                 |
| Средњи минимум, °C (°F)                      | −11,1 (12)                                   | −8,6 (16,5)                                  | −7,1 (19,2)                                  | −2,9 (26,8)                                  | 1,0 (33,8)                                   | 5,8 (42,4)                                   | 9,4 (48,9)                                   | 8,0 (46,4)                                   | 3,3 (37,9)                                   | −2,1 (28,2)                                  | −4,4 (24,1)                                  | −7,7 (18,1)                                  | −13,4 (7,9)                                  |
| Апсолутни минимум, °C (°F)                   | −28,0 (−18,4)                                | −23,1 (−9,6)                                 | −23,3 (−9,9)                                 | −12,1 (10,2)                                 | −4,5 (23,9)                                  | −0,1 (31,8)                                  | 2,5 (36,5)                                   | 3,0 (37,4)                                   | −4,0 (24,8)                                  | −8,5 (16,7)                                  | −15,0 (5)                                    | −22,2 (−8)                                   | −28,0 (−18,4)                                |
| Количина падавина, mm (in)                   | 58,0 (2,283)                                 | 39,7 (1,563)                                 | 38,5 (1,516)                                 | 30,0 (1,181)                                 | 39,9 (1,571)                                 | 67,3 (2,65)                                  | 71,1 (2,799)                                 | 86,3 (3,398)                                 | 42,3 (1,665)                                 | 66,7 (2,626)                                 | 64,2 (2,528)                                 | 69,4 (2,732)                                 | 673,2 (26,504)                               |
| Сунчани сати — месечни просек                | 43,6                                         | 64,4                                         | 138,9                                        | 222,9                                        | 274,4                                        | 271,5                                        | 272,1                                        | 236,0                                        | 188,1                                        | 115,9                                        | 56,8                                         | 33,1                                         | 1.917,7                                      |
| Извор #1: SMHI Open Data                     |                                              |                                              |                                              |                                              |                                              |                                              |                                              |                                              |                                              |                                              |                                              |                                              |                                              |
| Извор #2: SMHI Average Data 2002–2018        |                                              |                                              |                                              |                                              |                                              |                                              |                                              |                                              |                                              |                                              |                                              |                                              |                                              |

## Становништво
| Година       |
| Становништво |
| ------------ |

Град Малме крајем јуна 2008. има 282.904 становника а шире градско подручје које чини Малме и још 11 општина има укупно 628.388 становника. Процењује се да ће град до 2013. године имати 301.600 становника.
Малме је мултикултурни град у коме живе припадници 166 националних група који говоре око 100 језика. Чак 35,9% становништва (не укључујући шире подручје града) пореклом је из других држава, а код деце до 17 године тај број је износио 42,8% 2006. године.
Према подацима из 2005. емигранти у Малмеу рођени су у следећим државама:
- Југославија (9.160)1
- Ирак (6.153)
- Данска (5.815)
- Пољска (5.508)
- Босна и Херцеговина (5.451)
- Либан (3.029)
- Иран (2.871)
- Мађарска (1.837)
- Финска (1.696)
- Немачка (1.689)

У Малмеу живи и највећа група Рома у Шведској која броји око 8.000 особа 2007. године.
Године 2005. само две општине у Шведској имају већи проценат особа који су рођени у иностранству, Хапаранда и Бутширка.

### Кретање броја становника
Кретање броја становика на прелому 20. и 21. века:
- 1990: 223.683
- 1995: 234.599
- 2000: 248.520
- 2005: 258.020

### Сегрегација
Малме је један од најподељенијих градова у Европи што се тиче етничке структуре. Странци углавном живе у североисточном и јужном делу града. Градска четврт са највећом стопом странаца је Русенгорд, где 25% становништва чине муслимани и постоји бојазан да ће они постати нижа класа.

### Познате личности
- Кристијан Вилхелмсон (*1979), фудбалер
- Анита Екберг (*1931), глумица
- Златан Ибрахимовић (*1981), фудбалер
- Лукас Мудисон (*1969), редитељ
- Александер Рослин (1718–1793), сликар
- Пер Албин Хансон (1885–1946), политичар

## Политика
Малме је традиционално раднички град и на челу градске власти била је Социјалдемократска партија од 1919. све до 1985. године. Од 1995. године градоначелник је Илмар Репалу из исте партије.
Скупштина општине Малме има 61 посланика који се бирају у изборима сваке четврте године. Од 1919. Социјалдемократска партија само два пута није формирала већину у скупштини, 1985—1988. и 1991–1994. године, када су већину чиниле коалиције деснице.

## Градови побратими
Списак градова побратима:
- Васа, Финска, град близанац од 1940.
- Варна, Бугарска, град близанац од 1987.
- Таншан, Кина, град близанац од 1987.
- Порт Едилејд, Аустралија, град близанац од 1988.
- Талин, Естонија, град близанац од 1989.
- Фиренца, Италија, град близанац од 1989.
- Штралсунд, Немачка, град близанац од 1991.
- Покрајина Кијети, Италија, договор о сарадњи потписан 2001.
- Њукасл, Уједињено Краљевство, договор о сарадњи потписан 2003.
- Калињинград, Русија, договор о сарадњи

## Галерија
- Сателитски снимак
- Панорама Малмеа
- Поглед према центру и старом делу града
- Поглед према јужном делу града
- Градска кућа
- Црква св. Петра
- Трнинг Торзо
- Пилдамски парк
- Дворац Малмехус
- Зграда Кокумс
- Градска библиотека
- Казино Космопол